# 3970 Herran
3970 Herran è un asteroide della fascia principale. Scoperto nel 1979, presenta un'orbita caratterizzata da un semiasse maggiore pari a 2,5570942 au e da un'eccentricità di 0,1334585, inclinata di 15,13133° rispetto all'eclittica.
L'asteroide è dedicato all'astronomo messicano José de la Herrán.